# Viaduc de Fichera
Pour les articles homonymes, voir Fichera.
Le viaduc de Fichera (en italien viadotto Fichera) est un pont en poutre-caisson autoroutier de l'A19 situé à proximité de Polizzi Generosa, dans la province de Palerme, en Sicile (Italie).

## Histoire
Le second viaduc le plus long d'Italie et le plus long de Sicile mesure 7 350 m de long et est composé de 199 travées de 35 m chacune à l'exception de la première et de la dernière (de 24,75 m). Il a été conçu par les ingénieurs Silvano Zorzi et Lucio Lonardo, et inauguré le 4 février 1975.